# شهرستان نیوتون (آرکانزاس)
شهرستان نیوتون، آرکانزاس (به انگلیسی: Newton County, Arkansas) شهرستانی در ایالات متحده آمریکا است که در آرکانزاس واقع شده‌است.

## خصوصیات
شهرستان نیوتون ۲٬۱۳۱٫۵۷ کیلومترمربع مساحت دارد.